# Eurofly
Eurofly — колишня приватна авіакомпанія Італії зі штаб-квартирою у місті Мілан, в минулому один з провідних авіаперевізників країни на міжнародних чартерних авіалініях середньої і дальньої протяжності.
Основний упор в маршрутній мережі перевізника був зроблений на туристичних рейсах в Єгипет, курорти Червоного моря, Іспанії та Греції. Далекомагістральні рейси авіакомпанії виконувалися за популярним серед італійців курортів тропічного поясу, включаючи Мальдіви і Шрі-Ланку, а також в деякі країни Африки. У літній період Eurofly акцентувала увагу на безпосадкових рейсів з Нью-Йорка, забезпечуючи перевезення іноземних туристів в Італію. Авіакомпанія здійснювала рейси з Москви в аеропорт Болоньї.
У 2010 авіакомпанія була поглинена іншим італійським авіаперевізником Meridiana, на базі об'єднаного підприємства була створена нова авіакомпанія  Meridiana fly.

## Історія
Авіакомпанія Eurofly була утворена 26 травня 1989 року для забезпечення потреби туроператорів Італії в пасажирських перевезеннях на ближньо - і середньомагістральних туристичних напрямках і почала операційну діяльність 26 лютого наступного року. Спочатку акції нового перевізника перебували у власності національної авіакомпанії країни Alitalia (45 %), а також корпорацій Olivetti (45 %) і San Paolo Finance (10 %).
У 1998 році Eurofly вийшла на ринок далекомагістральних перевезень, а у 2000 році компанія повністю перейшла під контроль флагманського перевізника країни Alitalia. У 2003 році Eurofly пройшла процедуру приватизації, в результаті якої 80% акцій придбав інвестиційний фонд «Banca Profilo Spinnaker», а в липні наступного року фонд викупив і решта 20% акцій перевізника. У тому ж році авіакомпанія відкрила власний транзитний вузол (хаб) в аеропорту Шарм-еш-Шейха, з якого виконувала регулярні і чартерні рейси на двох літаках Airbus A320-200 в ряд регіональних аеропортів північній частині Італії.
В кінці 2006 року інвестиційний фонд «Spinnaker» реалізував 29,95% акцій Eurofly авіакомпанії Meridiana, після чого генеральний директор Meridiana Джованні Россі став відповідно і гендиректором компанії Eurofly. У січні 2008 року частка Meridiana в Eurofly збільшилася до 46,1%.
28 лютого 2010 року відбулося злиття двох авіакомпаній, в результаті чого утворився другий за величиною авіаперевізник країни Meridiana fly.

## Флот

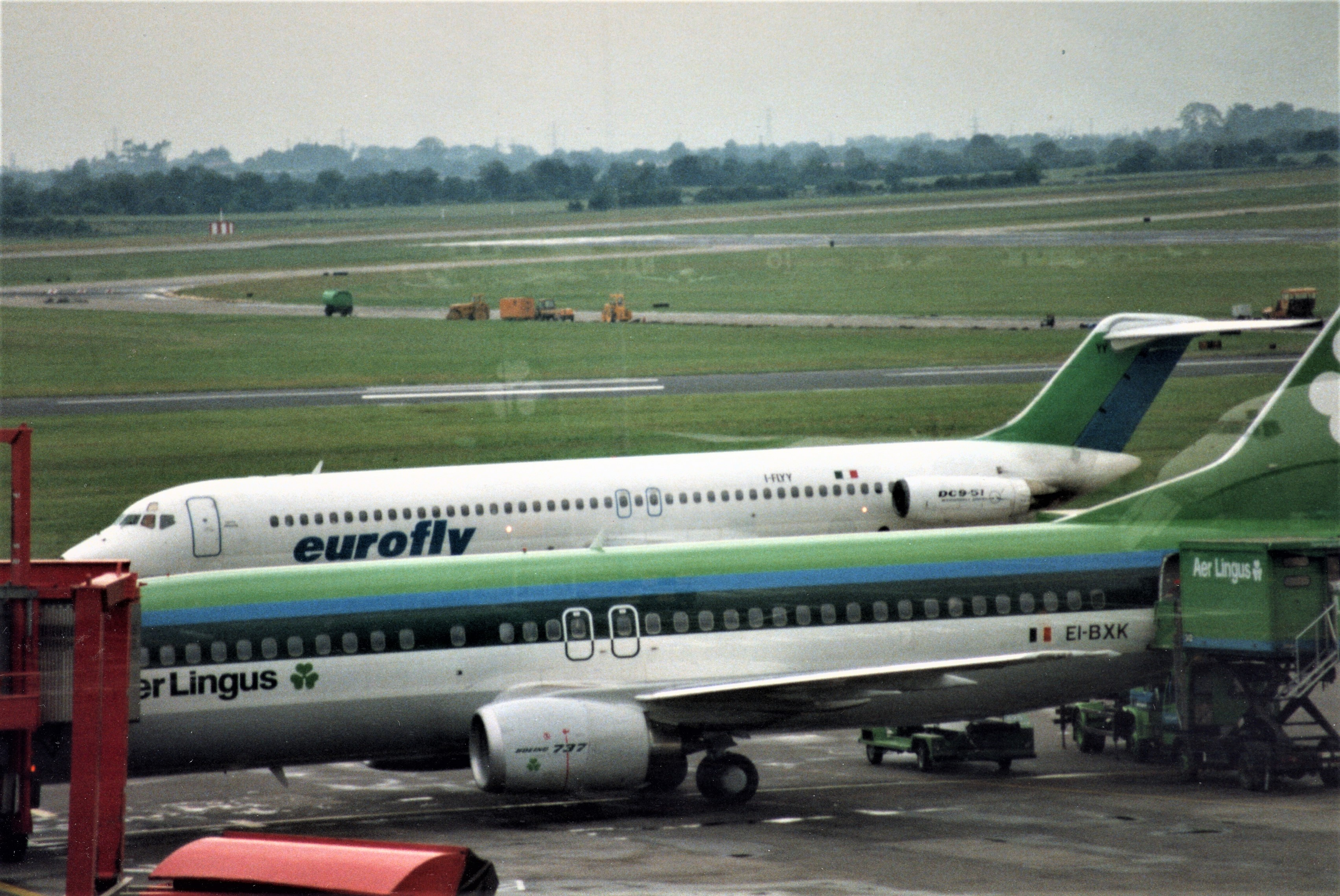
Douglas DC-9 Eurofly в аеропорту Дубліна

У лютому 2000 року парк повітряних суден авіакомпанії Eurofly становили такі літаки:
Eurofly флот
Літак Всього Пасажири Замітка
З Y
Airbus A320-214 6 0 180 180 All Of Eurofly Airbus флот , який був злитий 
Airbus A320-232 2
Airbus A320-233 1
Airbus A330-223 3 26 256 282
Всього 12
Станом на 4 липня 2009 року середній вік повітряних суден Eurofly становив 6,8 років.